# WebMethods
webMethods ist eine 1996 gegründete Firma mit Sitz in Fairfax, Virginia (USA). Seit ihrer Übernahme am 5. April 2007 durch die Software AG ist dies auch der Name der Produktsuite der Software AG für service-orientierte Architekturen (SOA). Sie dient zur Automatisierung von Geschäftsprozessen und zur Integration der verschiedensten Anwendungen und Aufgaben im Unternehmen. 2023/2024 wurde webMethods von IBM übernommen.
Die Suite besteht aus den Komponenten
- Anwendungsmodernisierung
- Composite Application Framework (CAF)
- Business Activity Monitoring (BAM)
- Business Process Management (BPM)
- Integration und Enterprise Service Bus (ESB)
- SOA-Governance
- XML Data Management